# Zabrodzie (gmina)
Pour les articles homonymes, voir Zabrodzie.
La gmina de Zabrodzie est un district administratif situé en milieu rural du powiat de Wyszków dans la voïvodie de Mazovie, dans le centre-est de la Pologne.
Son siège administratif (chef-lieu) est le village de Zabrodzie, qui se situe environ 10 kilomètres au sud-ouest de Wyszków (siège de la powiat) et 42 km au nord-est de Varsovie (capitale de la Pologne).
Elle s'étend sur 92,03 km2 et comptait une population de 5 852 habitants en 2016.

## Histoire
De 1975 à 1995, la gmina faisait partie du territoire de la voïvodie d'Ostrołęka.

Depuis 1999, la gmina Zabrodzie est située dans la voïvodie de Mazovie.

## Géographie

### Villages
La gmina de Zabrodzie comprend les villages et localités de :

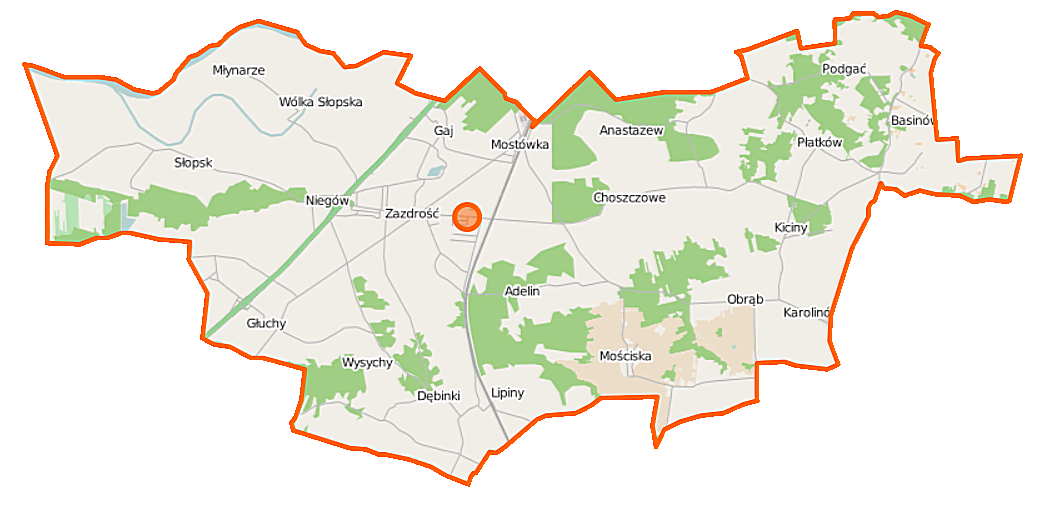
Plan de la gmina

- Adelin
- Anastazew
- Basinów
- Choszczowe
- Dębinki
- Gaj
- Głuchy
- Karolinów
- Kiciny
- Lipiny
- Młynarze
- Mościska
- Mostówka
- Niegów
- Obrąb
- Płatków
- Podgać
- Przykory
- Słopsk
- Wysychy
- Zabrodzie
- Zazdrość

### Gminy voisines
La gmina de Zabrodzie est bordée des gminy voisines de :
- Dąbrówka
- Jadów
- Tłuszcz
- Wyszków

## Structure du terrain
D'après les données de 2002, la superficie de la commune de Zabrodzie est de 92,03 km2, répartis comme telle :
- terres agricoles : 67 %
- forêts : 24 %

La commune représente 10,5 % de la superficie du powiat.

## Démographie
Données de 2007 :
| Description        | Total  | Total | Femmes | Femmes | Hommes | Hommes |
| ------------------ | ------ | ----- | ------ | ------ | ------ | ------ |
| Unité              | Nombre | %     | Nombre | %      | Nombre | %      |
| Population         | 5 599  | 100   | 2 812  | 50,2   | 2 787  | 49,8   |
| Densité (hab./km²) | 61     | 61    | 30,6   | 30,6   | 30,4   | 30,4   |